# Estonia en los Juegos Olímpicos de Garmisch-Partenkirchen 1936
Estonia estuvo representada en los Juegos Olímpicos de Garmisch-Partenkirchen 1936 por un total de 5 deportistas que compitieron en 4 deportes.  
El portador de la bandera en la ceremonia de apertura fue Johannes Raudava-Rosenfeldt. El equipo olímpico estonio no obtuvo ninguna medalla en estos Juegos.